# Иловайск
Илова́йск (укр. Ілова́йськ) — город в Харцызской городской общине Донецкого района Донецкой области Украины; до 2020 года был подчинён Харцызскому городскому совету. С 2014 года населённый пункт контролируется подконтрольной России Донецкой Народной Республикой, согласно законодательству Украины является временно оккупированной территорией.
Является частью Донецкой агломерации.

## История
Основан в 1860-х годах — первоначально как разъезд № 17 на железнодорожной линии Харьков—Таганрог.
Название дано от имени собственного донского дворянского рода Иловайских, по землям, которыми владели Иловайские, была проложена железная дорога.
Посёлок стал быстро развиваться с конца 1880-х годов после соединения Курско-Харьковско-Азовской железной дороги с Екатерининской. После постройки Второй Екатерининской железной дороги (Долгинцево — Волноваха — Иловайск — Дебальцево) в период 1902—1904 гг. Иловайск приобрёл новое значение — становится узловой станцией. В связи с увеличением притока иногородних рабочих к 1904 году в посёлке насчитывается более 900 чел. жителей.
22 мая 1919 года на станции «Иловайской» состоялась встреча Главнокомандующего Вооруженными Силами Юга России А. И. Деникина с генерал-лейтенантом В. З. Май-Маевским, в ходе которой последний был назначен командующим Добровольческой армией.
Статус города Иловайск получил в 1938 году.

### Великая Отечественная война
22 октября 1941 года советские органы и войска оставили город, он был оккупирован германскими войсками.
4 сентября 1943 года освобождён от германских войск советскими войсками Южного фронта в ходе Донбасской операции:
- 2-й гвардейской армии в составе: 13-го гвардейского стрелкового корпуса (генерал-майор Чанчибадзе Порфирий Георгиевич) в составе: 295-й стрелковой дивизии (полковник Дорофеев, Александр Петрович), 302-й стрелковой дивизии (генерал-майор Родионов, Алексей Павлович), части войск 151-й стрелковой дивизии (генерал-майор Подшивайлов, Денис Протасович); часть сил 33-й гвардейской танковой бригады (полковник Бабенко, Иван Михайлович), 62-го отдельного гвардейского тяжёлого пушечного полка (подполковник Анисимов, Митрофан Митрофанович); части войск 8-й истребительной противотанковой бригады (генерал-майор арт. Шалунов, Яков Дмитриевич).
- 5-й ударной армии в составе: 3-го гвардейского стрелкового корпуса (генерал-майор Белов, Александр Иванович) в составе: 96-й гвардейской стрелковой дивизии (полковник Левин, Семён Самуилович), части войск 54-й гвардейской стрелковой дивизии (генерал-майор Данилов, Михаил Матвеевич).

Войскам, которые участвовали в освобождении Донбассa — в ходе Донбасской военной операции — и овладели городами Иловайск, Артёмовск, Горловка, Дебальцево, Енакиево, Константиновка, Чистяково (ныне Торез) и другими, приказом Верховного Главнокомандующего И. В. Сталина от 8 сентября 1943 года объявлена благодарность и в столице СССР г. Москве был дан салют 20-ю артиллерийскими залпами из 224 орудий.
Приказом Верховного Главнокомандующего И. В. Сталина в ознаменование одержанной победы соединению, отличившемуся в боях за освобождение города Иловайск, присвоено наименование «Иловайской»:
- 96-я гвардейская стрелковая дивизия (полковник Левин, Семён Самуилович)[8].

### Бои за Иловайск в 2014 году
В 2014 году, в ходе вооружённого конфликта на востоке Украины, в районе города и в городской черте шли ожесточённые боевые действия между вооружёнными формированиями подконтрольной России ДНР и подразделениями силовых структур Украины.

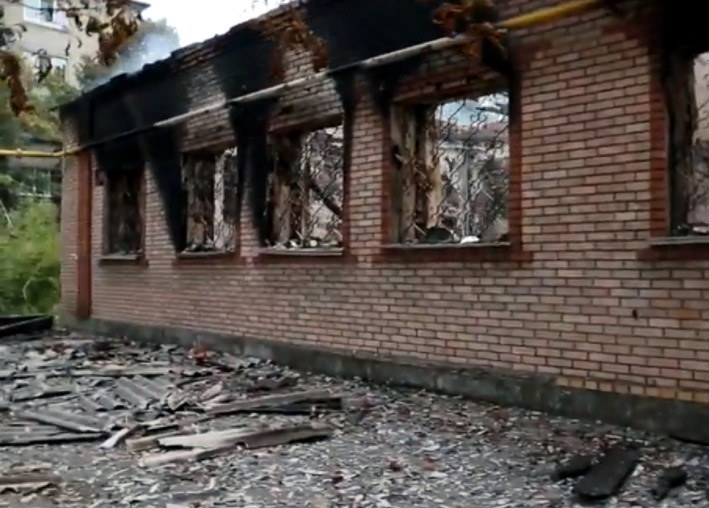
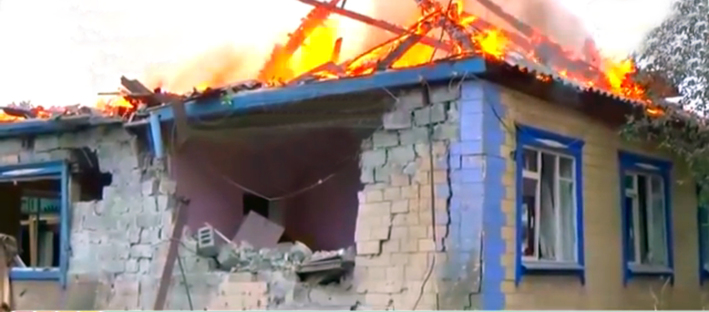
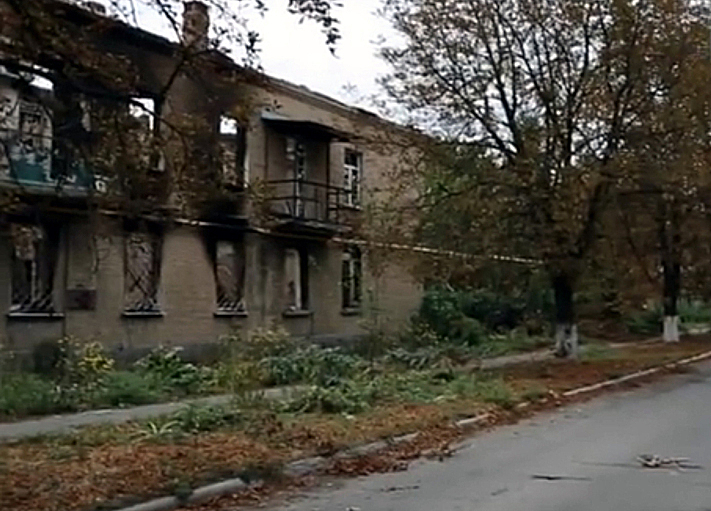
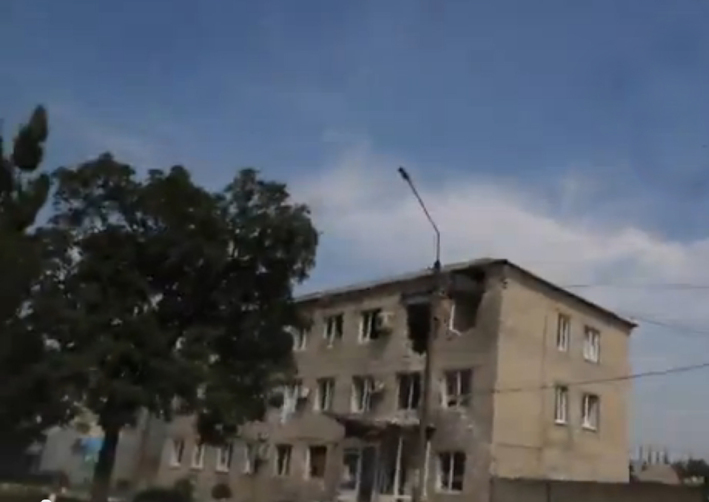
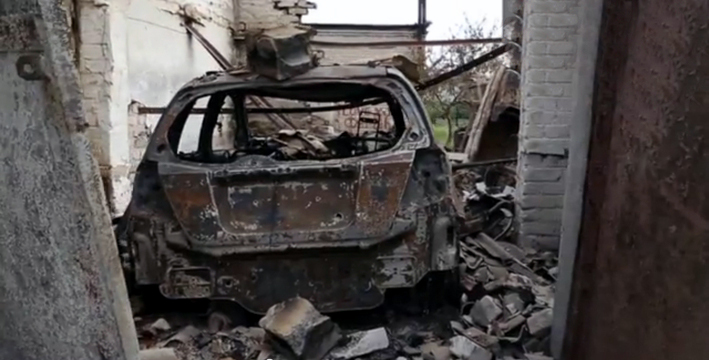

## География
Соседние населённые пункты по сторонам света
С: Фёдоровка (примыкает), Войково
СЗ: Зелёное
СВ: Троицко-Харцызск, Шахтное
З: Придорожное (примыкает), Кобзари, Грузско-Ломовка
В: Виноградное (примыкает), Покровка (Харцызский горсовет), Покровка (Амвросиевский район), Степано-Крынка
ЮЗ: Грабское, город Моспино
ЮВ: Третяки (примыкает), Григоровка
Ю: Агрономичное, Полтавское, Многополье

## Символика

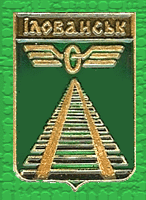
Неофициальный герб Иловайска на сувенирных значках 1996 года
Герб города используемый властями ДНР с 2015 по 2024 год[10]
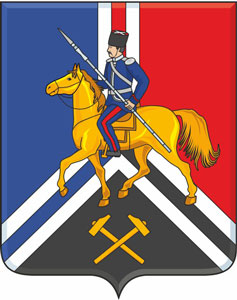
Герб города под российской оккупацией с 2024 года
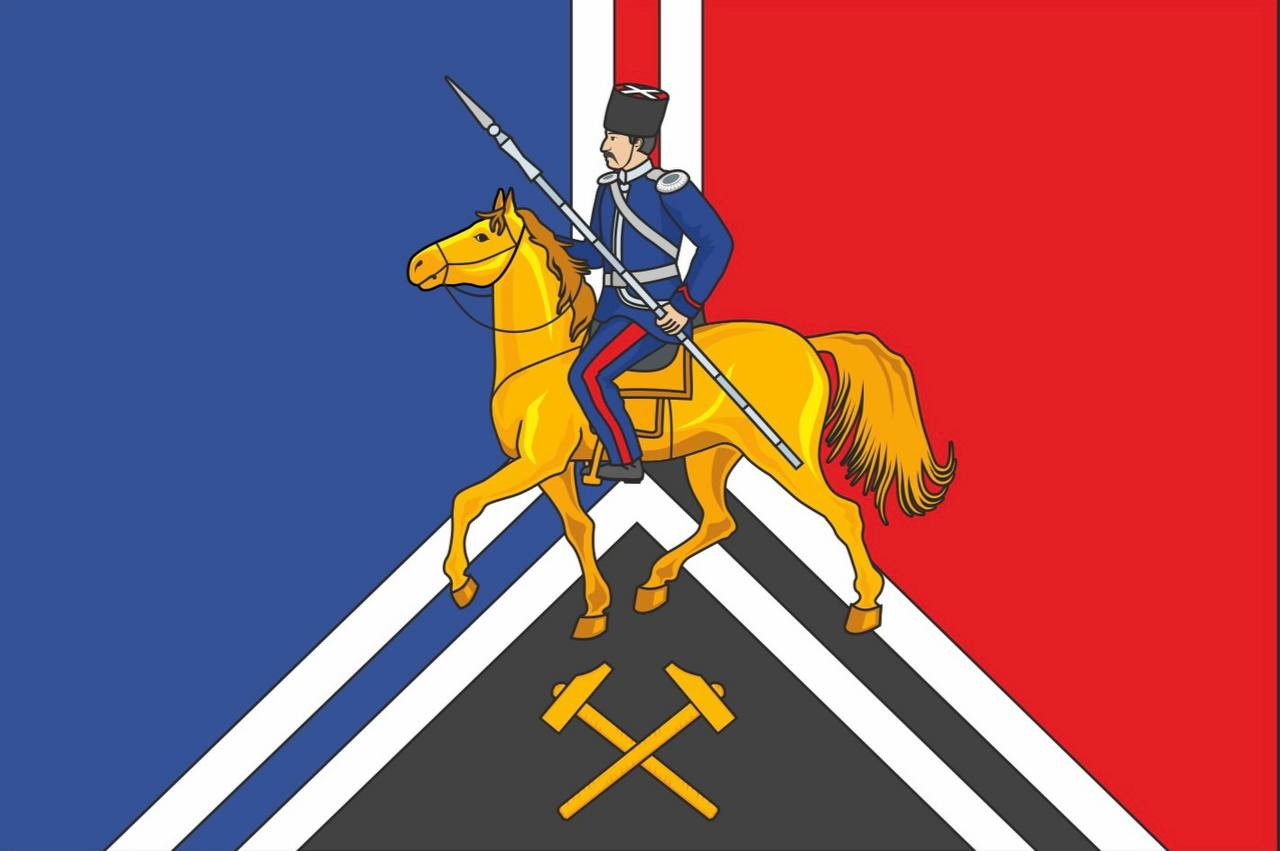
Флаг города под российской оккупацией с 2024 года

## Население
Количество на начало 2021 года 15 447 человек.
| Год  | Количество жителей |
| ---- | ------------------ |
| 1897 | 900                |
| 1923 | 3065               |
| 1927 | 6145               |
| 1939 | 15222              |
| 1956 | 20100              |
| 1959 | 21947              |
| 1964 | 22000              |
| 1970 | 19676              |
| 1979 | 20435              |
| 1989 | 21076              |
| 1992 | 21000              |
| 1994 | 21000              |
| 1998 | 20500              |
| 2002 | 17620              |
| 2003 | 17362              |
| 2004 | 17121              |
| 2005 | 16915              |
| 2006 | 16720              |
| 2007 | 16602              |
| 2008 | 16526              |
| 2009 | 16379              |
| 2010 | 16255              |
| 2011 | 16143              |
| 2012 | 16091              |
| 2013 | 15949              |
| 2014 | 15808              |
| 2015 | 15667              |
| 2016 | 15639              |
| 2017 | 15651              |
| 2018 | 15589              |
| 2019 | 15543              |
| 2020 | 15487              |
| 2021 | 15447              |

## Экономика
Крупный железнодорожный узел, (станция стыкования Иловайск).
Население города в основном занято на предприятиях по обслуживанию железнодорожного транспорта.
До войны (2013—2014 год) средняя зарплата в городе составляла 3500-4000 грн. (400—500$). После окончания боевых действий, в 2015—2016 году, доходы горожан резко упали: средняя зарплата в городе была на уровне 4000-5000 руб. (80-100$). Доходы так и не восстановились до прежнего уровня: на 2021 год средняя зарплата находится в диапазоне 10000-12000 руб. (160 $).
Около 40 % занятых в народном хозяйстве трудятся в Иловайском отделении Донецкой железной дороги.
Значительная часть населения работает у частных предпринимателей, многие совершают ежедневные поездки на работу в более крупные соседние города (Харцызск, Макеевка, Донецк). Нередки случаи работы вахтовым методом в России, Украине, Европейском союзе.
Газифицирована только восточная половина города.

## Транспорт
Железнодорожное сообщение
Во времена СССР город являлся крупнейшим ЖД узлом. После распада СССР транзит поездов постепенно снижался, окончательно достигнув минимума после начала боевых действий.
На текущий момент действует лишь пригородное железнодорожное сообщение с городами республики. Из условно дальних рейсов есть электричка до КПП Успенка (граница с РФ), с возможностью пересадки на электричку до Таганрога. Имеющиеся мощности станции практически не задействованы.
Автобусное сообщение
В городе действует автовокзал, осуществляющий автобусное сообщение с ближайшими городами и принимающий транзитные рейсы, в том числе в РФ и Украину.
Городской транспорт
Общественный транспорт развит слабо. В середине 00-х был организован кольцевой маршрут автобуса средней вместимости (Эталон), автобус начинал движение от магазина Альянс в центре города, конечной точкой был район Жилкоп (Донецкая сторона). Автобус курсировал 1 раз в час. Позднее интервал движения был уменьшен до 1 раза в 30 минут, за счет запуска второго автобуса. На текущий момент[когда?] маршрут остается единственным и продолжает существовать.

## Образование
В Иловайске со времен СССР и до 2008 года имелось 4 школы.
После 2008 года школы № 12 и № 15 были объединены в УВК № 1 (учебно-воспитательный комплекс), позже объединение обратно переименовали в ОШ № 12.
В Иловайске функционирует 3 школы:
— № 12 (корпус № 1, № 2 (бывшая ОШ № 15)) имени М. Толстых;
— № 13;
— № 14.
Все школы подчинены отделу образования города Харцызска.
До провозглашения ДНР преподавание в школах велось на русском и украинском языках. Cуществовали как украиноязычные классы с преподаванием всех предметов на украинском языке, так и русскоязычные, где все предметы преподавались на русском, с преподаванием украинского языка и литературы. Однако в украиноязычных классах изучение русского языка тоже имело место, хотя и в гораздо меньшем объёме. После провозглашение ДНР количество часов украинского языка было значительно уменьшено. На текущий момент образовательные программы максимально приближены к российским, система оценивания пятибалльная.
В Иловайске работают 3 детских сада:
— «Ласточка» (Донецкая сторона города, район Жилкоп);
— «Теремок» (район школы № 13);
— «Ромашка» (район Новые дома).
Во времена СССР их было 6:
— «Солнышко» (район Новые дома), в начале 00-х был передан на баланс ОШ № 12, в здании некоторое время находилась начальная школа, в начале 10-х передан в частную собственность, затем разобран на стройматериалы;
— «Березка» (район Рынка) был закрыт в конце 00-х, позже произошел пожар (до войны), затем передан в частную собственность, по слухам в здании планировалось открытие медицинского центра, на сегодняшний день здание заброшено;
— «Радуга (название требует уточнения)» (Донецкая сторона, район моста возле ОШ № 13) был закрыт в 90-е, к началу 00-х был полностью разрушен.
Учреждений среднего профессионального образования и ВУЗов в городе не существовало.
В городе действует СЮТ (станция юных техников), в котором обучают музыке, танцам, художественному искусству, работают различные кружки.
Имеется дворец культуры железнодорожников, библиотека, спортивный комплекс «Локомотив» со стадионом и плавательным бассейном.

## Известные уроженцы
- Гуренко, Станислав Иванович (1936—2013) — советский политический деятель. Последний руководитель ЦК Компартии УССР (1990—1991).
- Осыка, Демьян Васильевич (1915—1988) — военный лётчик, полковник авиации. Герой Советского Союза (1944).
- Панов Борис Семенович (1928—2012) — советский и украинский геолог, доктор геолого-минералогических наук.
- Михаил Толстых (Гиви) (1980—2017) — военачальник подконтрольной России Донецкой Народной Республики. Герой Донецкой Народной Республики (2015), полковник армии ДНР (сентябрь 2016). Командир батальона «Сомали» (2014—2017).

## Иловайск в интернете
- Энциклопедия Большого Харцызска — коллективный интернет-справочник. Собираем информацию об Иловайске.